# Lazare Carnot
Lazare Nicolas Marguerite Carnot (n. 13 mai 1753, Nolay⁠(d), Regatul Franței – d. 2 august 1823, Magdeburg, Regatul Prusiei) a fost un politician, inginer și matematician francez.
A fost promotorul geometriei moderne și a efectuat studii profunde în matematică și inginerie devenind academician.
A participat la Revoluția franceză și a deținut diferite funcții politice.
Nicolas Léonard Sadi Carnot, pionier al termodinamicii a fost fiul său.
De asemenea, nepotul său, Marie-François-Sadi Carnot, a fost președinte al Franței.

## Biografie
S-a născut la Noray (Côte d'Or) într-o familie modestă. Studiile le-a făcut într-un colegiu iezuit pregătindu-se pentru cariera sacerdotală, apoi și-a continuat studiile pentru a deveni inginer.
În 1789 a intrat în corpul inginerilor militari în grad de căpitan.

## Activitate științifică

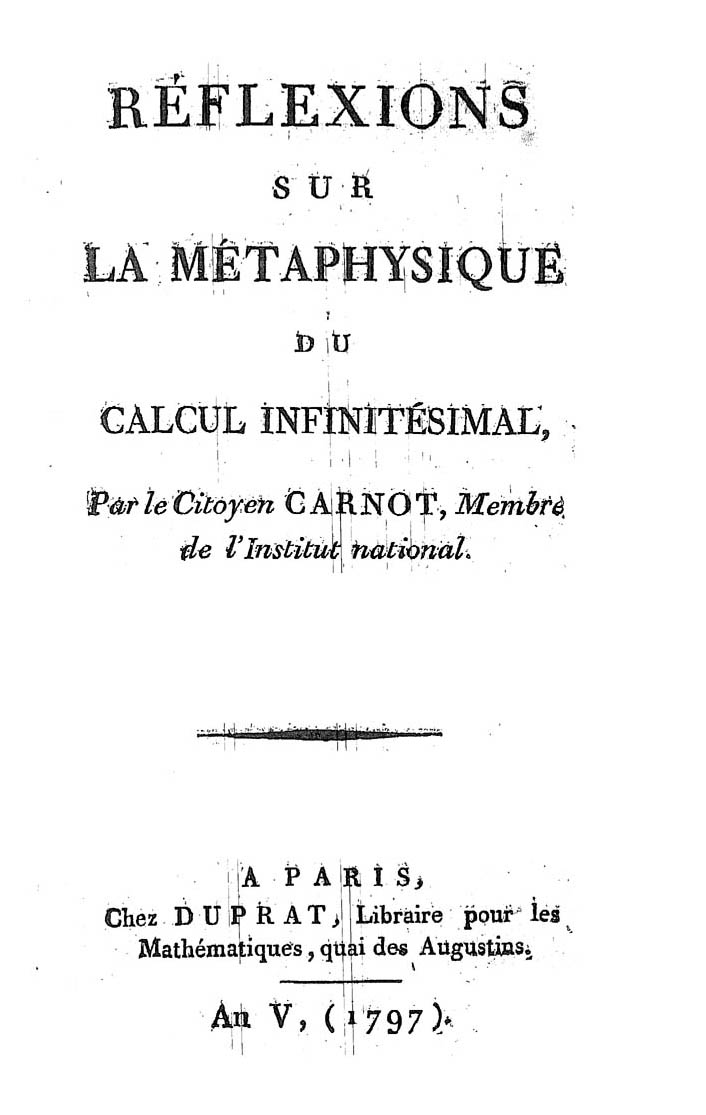
Réflexions sur la métaphysique du calcul infinitésimal, 1797

### Matematică
Carnot s-a remarcat prin cercetările efectuate în domeniul analizei diferențiale. A pus bazele geometriei de poziție, precursoarea topologiei de astăzi.
A contribuit la dezvoltarea geometriei sintetice alături de Dupin.
A simplificat soluția lui Lagrange și a generalizat-o pentru un poligon arbitrar cu n laturi. A efectuat cercetări asupra tetraedrului. De numele său se leagă o generalizare a teoremei lui Pitagora.

### Mecanică
Carnot a definit mecanica ca "teorie a forțelor și a mișcării", relevând caracterul experimental al acestei științe.
A formulat prima definiție analitică a principiului vitezelor virtuale și a stabilit teoria asupra pierderii de energie prin ciocnire elastică, teorie care îi poartă numele și care a fost demonstrată riguros de către Lagrange și Coriolis.
Carnot a aplicat calculul mecanic în unele lucrări de fortificații.

## Activitate politică
În 1791 este ales în Adunarea Națională a Franței, în Comitetul Legislativ și în Consiliul Militar. În anul următor, este desemnat președinte al Convenției Naționale și a susținut condamnarea la moarte a regelui Ludovic al XVI-lea, ceea ce, ulterior, a avut consecințe asupra vieții personale.
La vârsta de 40 de ani, Carnot ajunge la apogeul vieții sale politice, devenind generalissimul armatelor republicane și organizând rezistența forțelor armate. În 1793 este ales în Comitetul Salvării Publice, iar doi ani mai târziu ca membru al Directoratului. Ca urmare a loviturii de stat din 1798, Carnot a fost înlăturat din funcțiile pe care le deținea în acel timp și este nevoit să plece în exil, unde își petrece ultimii ani din viață.
În 1813, în timpul Campaniei din Rusia, Carnot și-a oferit serviciile pentru apărarea patriei, iar în 1814 s-a acoperit de glorie la apărarea orașului Anvers.

## Scrieri
- 1783: Essai sur les machines en général
- 1803: Principes fondamentaux de l'équilibre et des mouvements
- 1803: Géométrie de position
- Phoronomia, lucrare în care a pus bazele cinematicii.